# 川江美奈子
川江 美奈子（かわえ みなこ、1972年3月9日 - ）は、東京都出身の女性シンガーソングライター、作曲家。バークリー音楽院卒業。

## 来歴
- 1990年　大学入学年から参加した早稲田大学のアカペラサークル"Street Corner Symphony”で、後のゴスペラーズ、SMOOTH ACE等と知り合う[4]。
- 1992年　アカペラグループTRY-TONEを結成、1994年にメジャーデビュー[4][5]。
- 1996年　TRY-TONEを脱退後、渡米。米国バークリー音楽院でピアノ・編曲を中心に学ぶ[4]。
- 1999年　帰国。音楽プロデューサー武部聡志と出会う。武部がプロデュースした松本英子、Lyrico、中森明菜等に楽曲を提供。一青窈ライブではバック・ボーカル等を務める。
- 2004年　10月「願い唄」でソロデビュー[4][3]。11月、Bunkamuraのレストラン「ドゥ マゴ パリ」テラスでピアノ弾き語りライブ[4]。この場所での音楽イベントはこれが初めてだった。
- 2005年　7月今井美樹への楽曲提供の第一作として、「愛の詩」を作曲[4]。2008年と2010年の今井コンサートツアーにボーカルおよびオルガン、鍵盤ハーモニカ等で参加。2008年発売の今井のセルフカバーアルバム『I Love a Piano』では、久石譲作曲「遠い街から」のピアノ演奏とバックボーカルを担当。
- 2007年　大病を患う[6]。病気を克服後、シングル「ピアノ」および一青窈に提供した「つないで手」「受け入れて」を作曲[7]。
- 2010年　10月、今井のツアー等で共演したミュージシャン村田昭と結婚[8]。
- 2011年　9月、第一子となる女子を出産。
- 2013年　5月、第二子となる女子を出産[9]。

## ディスコグラフィ

### シングル
1. 「願い唄」（2004年10月20日）（作詞・作曲：川江美奈子　編曲：武部聡志）
2. 「宿り木」（2005年3月2日）（作詞・作曲：川江美奈子　編曲：武部聡志）
3. 「しあわせ」（2005年9月7日、NHKドラマ「ダイヤモンドの恋」テーマ曲）（作詞・作曲：川江美奈子　編曲：武部聡志）
4. 「ぬくもり」（2005年11月30日、横濱ウェディング イメージソング）（作詞・作曲：川江美奈子　編曲：武部聡志）
5. 「君の唄」（2006年3月22日、プラネタリウム上映「星の王子さま」主題歌）（作詞・作曲：川江美奈子　編曲：武部聡志）
6. 「ピアノ」（2007年10月10日）（作詞・作曲：川江美奈子　編曲：武部聡志）
7. 「千枚の手のひらを」（2010年8月28日、鶴岡八幡宮奉納ライブコンサート・鎌倉音楽祭鶴舞2010開催記念特別企画CD。同音楽祭会場で先行発売）（作詞・作曲：川江美奈子、編曲・プロデュース：武部聡志）　強風のため2010年3月10日に根元から倒れた鶴岡八幡宮の大銀杏の再生を願った曲。同年8月に鶴岡八幡宮で開催された鎌倉音楽祭で、出演者全員によるコーラスにより披露された。

### 配信限定シングル
| 発売日         | タイトル                                           |
| -------------- | -------------------------------------------------- |
| 2014年4月16日  | とことこさんぽ / しまじろうのわお!&川江美奈子      |
| 2019年7月6日   | カモフラージュかも? / しまじろうのわお!&川江美奈子 |
| 2023年3月5日   | 愛がおぼえてる                                     |
| 2023年4月16日  | 君は知らない                                       |
| 2023年5月17日  | プレッツェル                                       |
| 2023年6月11日  | 聲                                                 |
| 2023年7月19日  | 水晶                                               |
| 2023年8月16日  | ひぐらしのワルツ                                   |
| 2023年9月20日  | 太陽と月                                           |
| 2023年10月18日 | Wonderful Life                                     |
| 2023年11月15日 | Answer Me                                          |
| 2023年12月13日 | めくるめく                                         |

### アルバム
1. 『時の自画像』（2005年4月20日）
2. 『この星の鼓動』（2006年5月31日）
3. 『星の王子さま』サウンドストーリー（2006年7月26日）
4. 『letters』（2008年9月10日）セルフカバーアルバム。中島美嘉・今井美樹・平原綾香・一青窈・郷ひろみへの提供楽曲をピアノ弾き語り。
5. 『LIFE375』（2009年11月11日）
6. 『letters2～愛に帰ろう～』（2011年6月15日）

### DVD
- 『川江美奈子live夜想フ会-Letters』（2009年11月11日）品川教会グロリアチャペルで2008年11月20日に開催されたコンサートを収録。

### ネット配信限定
- 『夢桜～幾千の願い』（2009年4月15日、奈良・吉野山 金峯山寺「さくらAIDチャリティーコンサート」テーマ曲）（作詞：川江美奈子　作曲：ジュスカ・グランペール）
- 『とことこさんぽ』（2014年4月22日、テレビせとうち制作・テレビ東京系「しまじろうのわお!」挿入歌）（作詞：朝日恵里　作曲：川江美奈子　編曲：村田昭)

## 楽曲提供
- 松本英子
  - 「思いの花束」（2003年2月26日）作曲
- 中森明菜
  - 「夕闇を待って」「紡ぎ唄」（2003年5月14日）作詞・作曲、「憧憬」（同）作詞
  - 「赤い花」（2004年5月12日）訳詞
  - 「嘘つき」「眠れる森の蝶」（2006年6月26日）作詞
  - 「Rojo -Tierra-」（2015年1月21日）作詞
  - 「re-birth」（2015年12月30日）作詞
- MIKIKO「初恋色」「ながれ星」（2004年4月21日）作曲
- Lyrico「恋」（2004年5月12日）作詞・作曲
- 中島美嘉「桜色舞うころ」（2005年2月2日）作詞・作曲　楽曲募集に応募。300曲を超える応募作の中から選ばれた。オリコン週間5位。
- 鳳山雅姫
  - 「あたしを見つけて」（2005年6月22日）作曲
  - 「ふたり」（2006年4月26日）作詞・作曲
- 今井美樹
  - 「愛の詩」（2005年7月27日、TBSドラマ「女系家族」主題歌）作曲
  - 「年下の水夫」（2006年10月25日）作曲
  - 「雨のあと」（2006年11月22日、アルバム『Milestone』収録）作詞・作曲
  - 「祈り」「滴」（2007年11月7日、「滴」はアサヒビール・焼酎「かのか」CMソング）作詞・作曲
  - 「足跡」（2008年4月9日、ネット配信）作詞・作曲
  - 「宝物」「re-born」（2009年9月16日、「宝物」はNHK土曜ドラマ「再生の町」主題歌）作詞・作曲
  - 「ひとひら」（2009年10月28日、TOYOTA “Isis”「LINK-UP CM」コラボレーション楽曲）作詞・作曲
  - 「Ordinary Magic」（2009年11月25日、アルバム『corridor』収録）作詞
  - 「あなたがおしえてくれた」（2015年5月20日、アルバム『Colour』収録）作詞・作曲
- 林明日香「山手線」（2005年12月14日）作詞・作曲
- 藤原道山（尺八奏者）「かざうた」（2006年3月22日）作詞・作曲、「はじまりの音」（同）作曲
- リナ・パーク「誰よりも」（2006年6月21日）作詞・作曲
- 平原綾香
  - 「夢暦」（2007年1月31日、アルバム『そら』収録）作詞・作曲
  - 「孤独の向こう」（2008年4月16日、NHK土曜ドラマ「トップセールス」主題歌）作詞・作曲
  - 「Song for you」（2016年4月27日、アルバム『LOVE』収録）作詞・作曲・編曲[10]
  - 「音樂」（2017年4月26日、アルバム『LOVE 2』収録）作詞・作曲・編曲[11]
- 一青窈
  - 「つないで手」「ささやき並木」（2007年9月19日、「つないで手」は映画「きみの友だち」主題歌・全薬工業「新リコリス『ゼンヤク』」'07TVCMイメージソング）作曲
  - 「『ただいま』」「ひとりでに」（2007年12月5日、「ただいま」はTBSドラマ「愛のうた!」主題歌）作曲
  - 「受け入れて」（2008年1月30日、映画「パッテンライ!! 〜南の島の水ものがたり〜」主題歌）作曲
  - 「ロマンス♡カー」（2014年10月22日、アルバム『私重奏』収録）作曲・コーラス
  - 「風光る」（2014年10月22日、アルバム『私重奏』収録：協和『フラコラ プラセンタ エクストラクト』TV-CM楽曲）作曲・コーラスアレンジ・コーラス
- 郷ひろみ
  - 「ありのままでそばにいて」（2008年6月11日）作詞・作曲
  - 「愛してる」（2010年10月18日）作詞・作曲
- KΛNΛ「reason」（2008年11月26日、アニメ「キャシャーン Sins」エンディング・テーマ）作詞・作曲・コーラス
- 新垣結衣
  - 「piece｣（2009年2月25日）作詞・作曲
  - 「言えない「スキ」」（2009年5月27日）作曲
- 森山良子「candy」（2009年4月22日、映画「60歳のラブレター」主題歌）作詞・作曲
- alan「ココニイル」（2010年7月7日、「QUALITA」CMイメージソング）作詞
- 島谷ひとみ「moment」（2011年2月16日）作詞・作曲
- Sindy「ヒロイン」（2011年8月24日・映画「アサシン」主題歌）作詞・作曲
- 新妻聖子「おかえり」（2012年5月16日）作詞・作曲
- 恵莉花「なつかしかなし」「好きで」（2012年8月29日）作詞
- ユリカ/花たん「花のうた」（2013年1月30日）作詞・作曲
- 岩崎宏美「タペストリー」（2013年6月19日）作詞・作曲・ピアノ・コーラス
- 上間綾乃
  - 「ゆらりゆらら」（2013年9月4日）作詞・作曲
  - 「波」「あの角を曲がれば」（2014年7月23日）作詞・作曲
- 宇都美慶子「ピースサイン」（2013年12月4日）作曲
- Every Little Thing「このは」「旅旅」（2015年9月23日）作曲
- MILLEA「HOME」（2016年4月13日）作詞・作曲・ピアノ・コーラス
- 華原朋美「風の色」（2016年5月11日・映画「風の色」主題歌） 日本語詞
- くりえみ「うしろ髪」（2020年4月4日） 作詞・作曲